# 日本一の裏切り男
『日本一の裏切り男』（にっぽんいちのうらぎりおとこ）は、1968年に制作された植木等主演（実質的にはハナ肇とのダブル主演で、これは東宝クレージー映画では唯一）の「日本一シリーズ」6番目の作品。監督に須川栄三、脚本には早坂暁と佐々木守と、いずれも初登板のメインスタッフを迎え、第二次大戦後の二十余年間にわたる世相を背景に、裏切られては裏切り返すことを繰り返しつつタフに生き抜いてゆく男の姿を、ブラック・ユーモアたっぷりに描く異色作となった。DVD化されているが、レンタルはされていない（DVD発売済みのクレージー映画では、本作と『日本一の断絶男』のみ）。なお、『日本一のゴマすり男』と並んで同シリーズ中、上映時間が最も長い作品である。

## ストーリー
昭和20年8月15日、玉音放送を天皇の激励と勘違いした特攻隊隊長の大和武は、日の本太郎に出撃を命じる。しかし、幸か不幸か特攻は失敗し、太郎はマッカーサーと共に日本に帰還する。
ヤミ屋に転身した大和とその部下に再会した太郎は、彼らに協力すると見せかけて隠匿物資を一人で持ち逃げ、大儲けする。しかし新円への切り替えでせっかくの札束は紙屑同然、儲けはパー。
しかし諦めない太郎はその後、朝鮮戦争勃発によるパチンコ玉の値上がりに目を付ける。
今度はヤクザの親分になっていた大和をそそのかして武蔵野組と戦わせ、パチンコ玉を独り占めしようとしたが、目論見がバレて捕まってしまう。しかも戦争終結によりまたも苦労は水の泡になってしまう。
次々に裏切り、裏切られを繰り返してきた太郎。今度は｢タワシから飛行機まで 日本にあるもの何でも売ります｣のオール･セールス社を設立して成功。某政党から依頼を受け、大和を議員として国会へと送り出すが……。

## スタッフ
- 製作：渡辺晋[1]、大森幹彦[1]
- 監督：須川栄三[1]
- 脚本：早坂暁[1]、佐々木守[1]
- 音楽：萩原哲晶[1]、宮川泰[1]
- 撮影：福沢康道[1]
- 美術：竹中和雄[1]
- 録音：矢野口文雄[1]
- 照明：小島正七[1]、原文良
- 編集：黒岩義民[1]
- 漫画：針すなお[1]

## 出演者
- 日の本太郎：植木等[1]
- 大和武：ハナ肇[1]
- 未来製薬の宣伝担当者：犬塚弘[1]
- ジョージ：桜井センリ[1]
- 日見子：浜美枝[1]
- ひろみ：長谷川照子[1]
- 多々羅：熊倉一雄[1]
- 武の部下：二見忠男、荒木保夫、中西英介
- 雑炊屋：小沢昭一[1]
- 武蔵野組組長：渡辺篤
- 田熊：名古屋章[1]
- 八（田熊の弟分）：常田富士男[2]
- 喜作：柳家小せん (4代目)[1]
- TV司会者：牟田悌三[2]
- デモ中継のアナウンサー：古今亭志ん朝[2]
- 重太郎：沢村いき雄[1]
- おとき姐さん：塩沢とき[1]
- 女学生：矢野陽子[2]
- マッカーサー：アンドリュー・ヒューズ[1]
- 闇市の理髪師：いかりや長介
- 留置場の警官：荒井注
- 議事堂の警官：高木ブー
- 学生デモ：加藤茶、仲本工事
- 与党幹事長：藤田まこと[2]
- セスナを買う男：なべおさみ
- 聖火ランナー：小松政夫[1]

## 挿入歌
- 戦闘機の歌
作詞・作曲：不明
歌：植木等
- こりゃまた結構
作詞：青島幸男
作曲：萩原哲晶
歌：植木等
- ほんとにほんとにご苦労ね
作詞：不明
作曲：倉若晴生
歌：植木等
- バ女連の唄（「メーデー歌」の替え歌）
作詞：青島幸男
作曲：栗林宇一
歌：植木等ほか
※元歌の「メーデー歌」も、劇中で歌われている
- 星の流れに
作詞：清水みのる
作曲：利根一郎
歌：菊池章子
- 上海帰りのリル
作詞：東条寿三郎
作曲：渡久地政信
歌：津村謙
- 星は何でも知っている
作詞：水島哲
作曲：津々美洋
歌：平尾昌章
- 青春を賭けろ[3]
作詞：永六輔
作曲：中村八大
歌：水原弘
- 東京五輪音頭
作詞：宮田隆
作曲：古賀政男
歌：不明
- モナリザの微笑
作詞：橋本淳
作曲：すぎやまこういち
歌：ハナ肇　※アカペラ。オリジナルはザ・タイガース

## 同時上映
『コント55号 世紀の大弱点』
- 監督：和田嘉訓／脚本：松木ひろし／主演：コント55号